# Sočatal

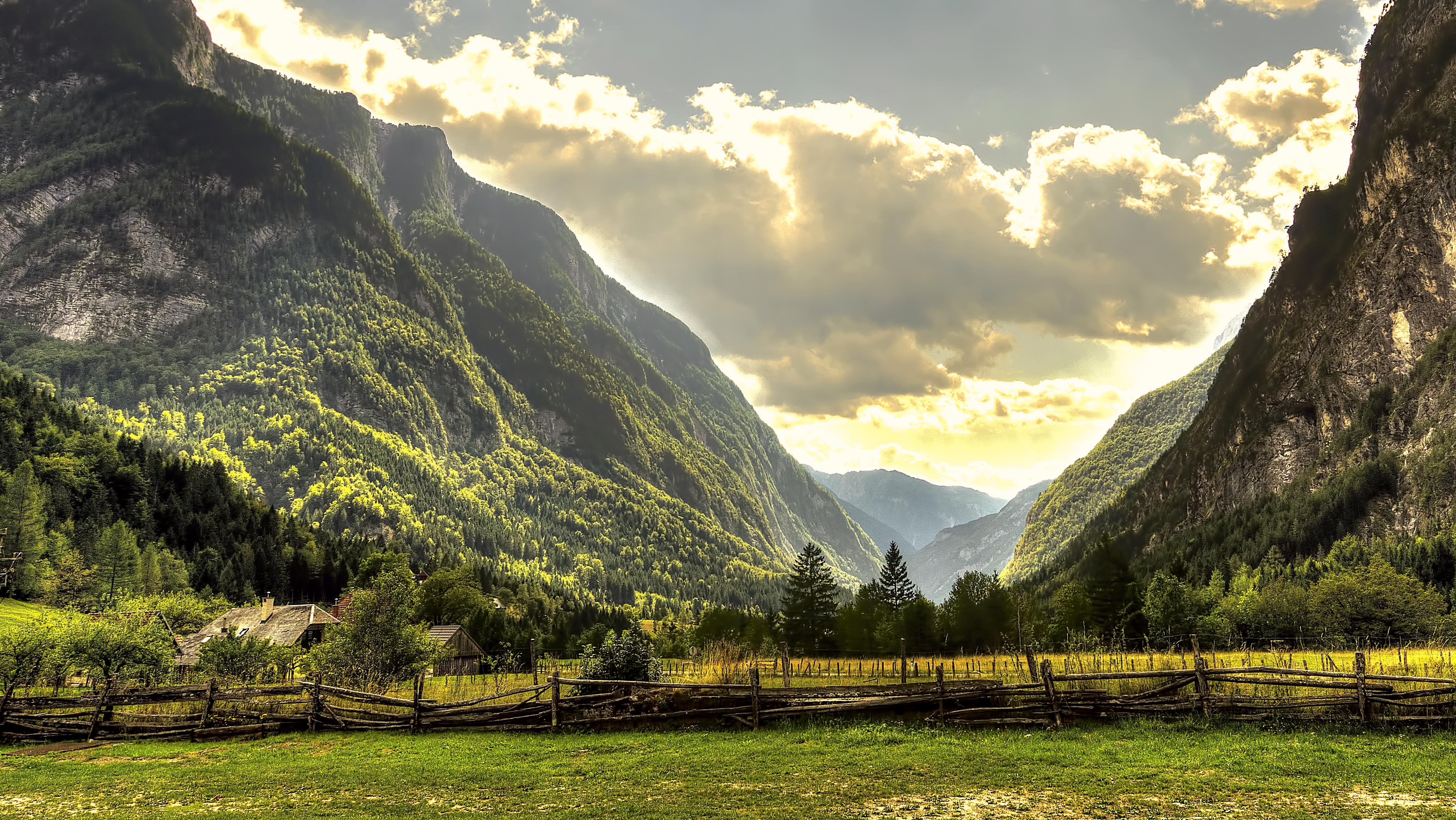
Oberes Soča-Tal

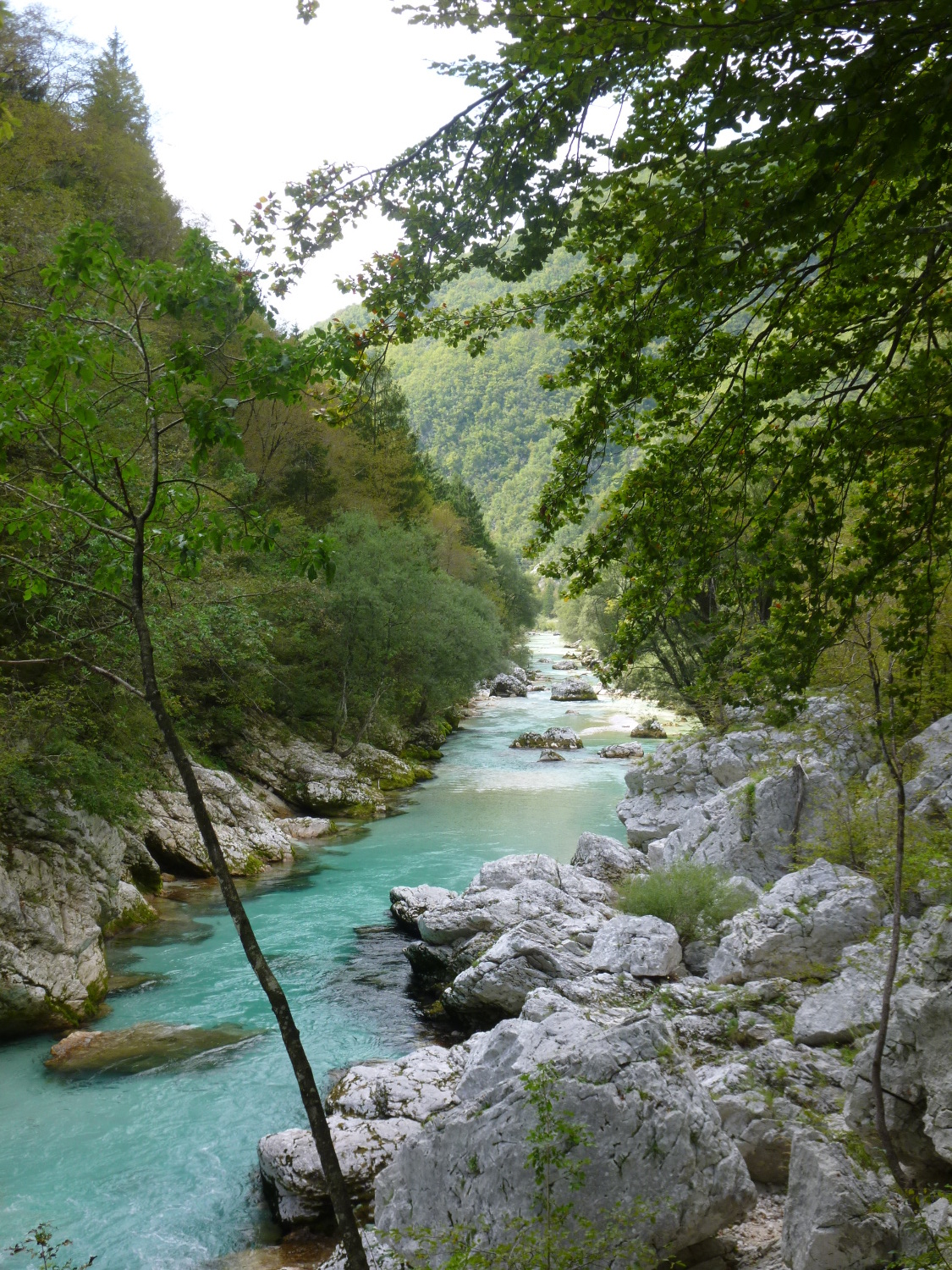
Soča-Tal nördlich von Bovec

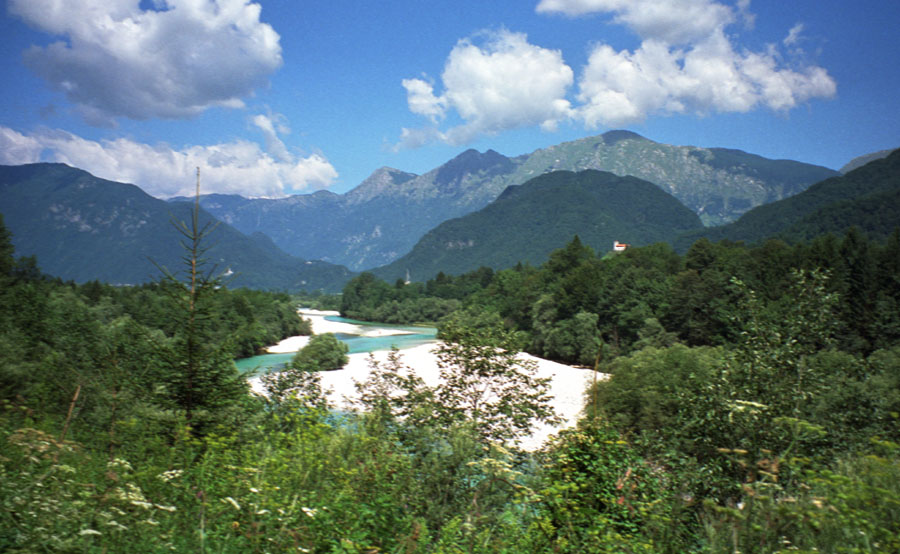
Soča-Tal bei Kobarid

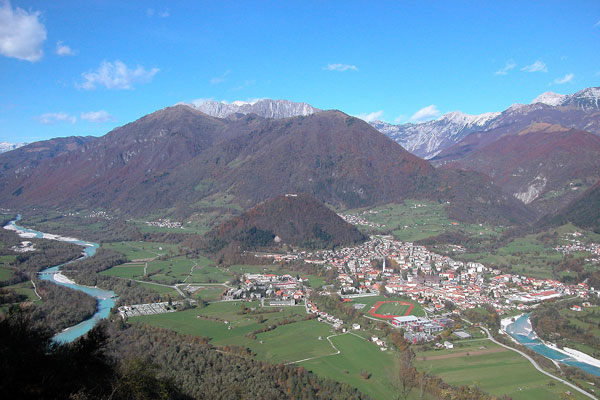
Ebene von Tolmin

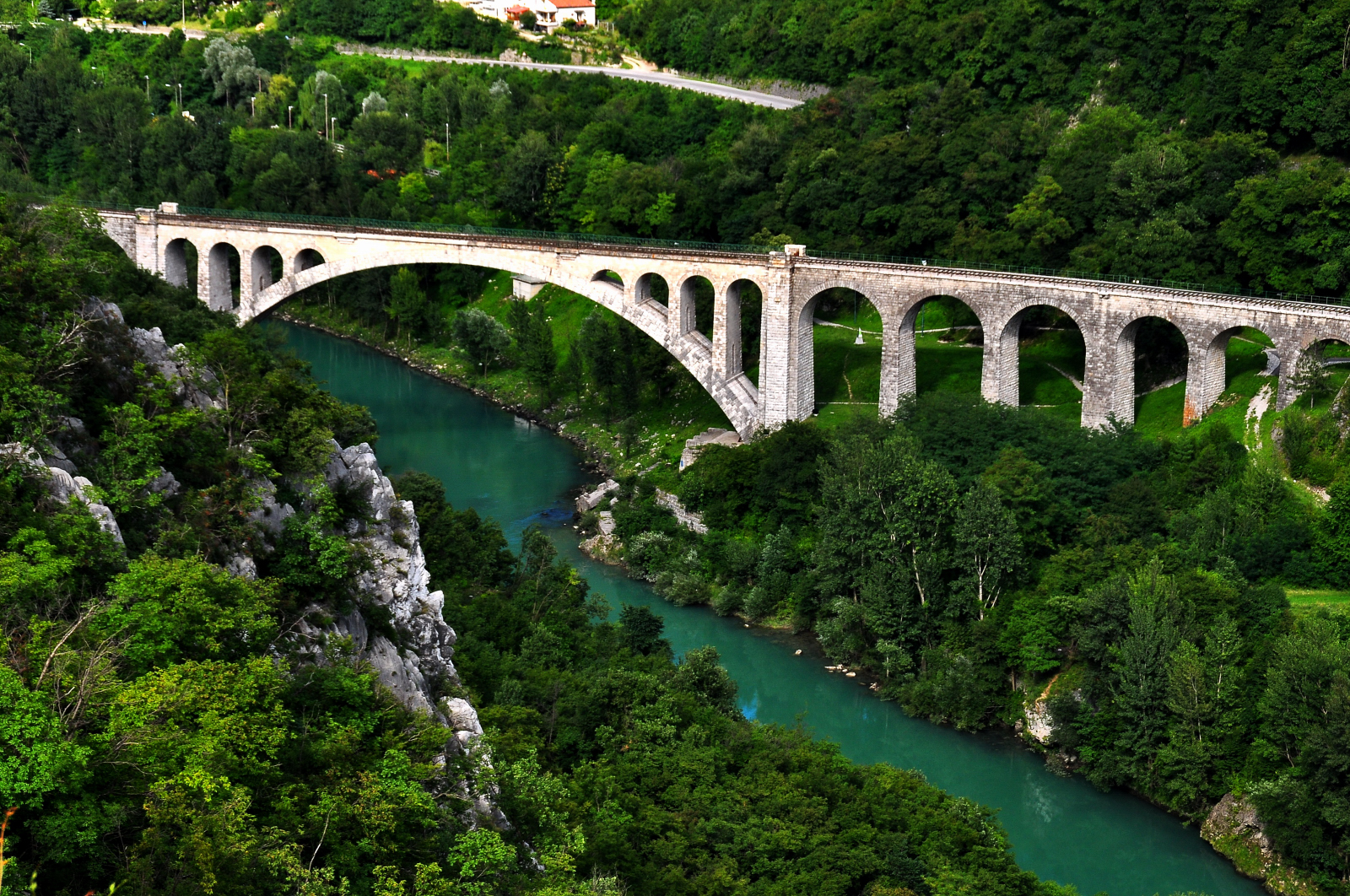
Eisenbahnbrücke bei Solkan

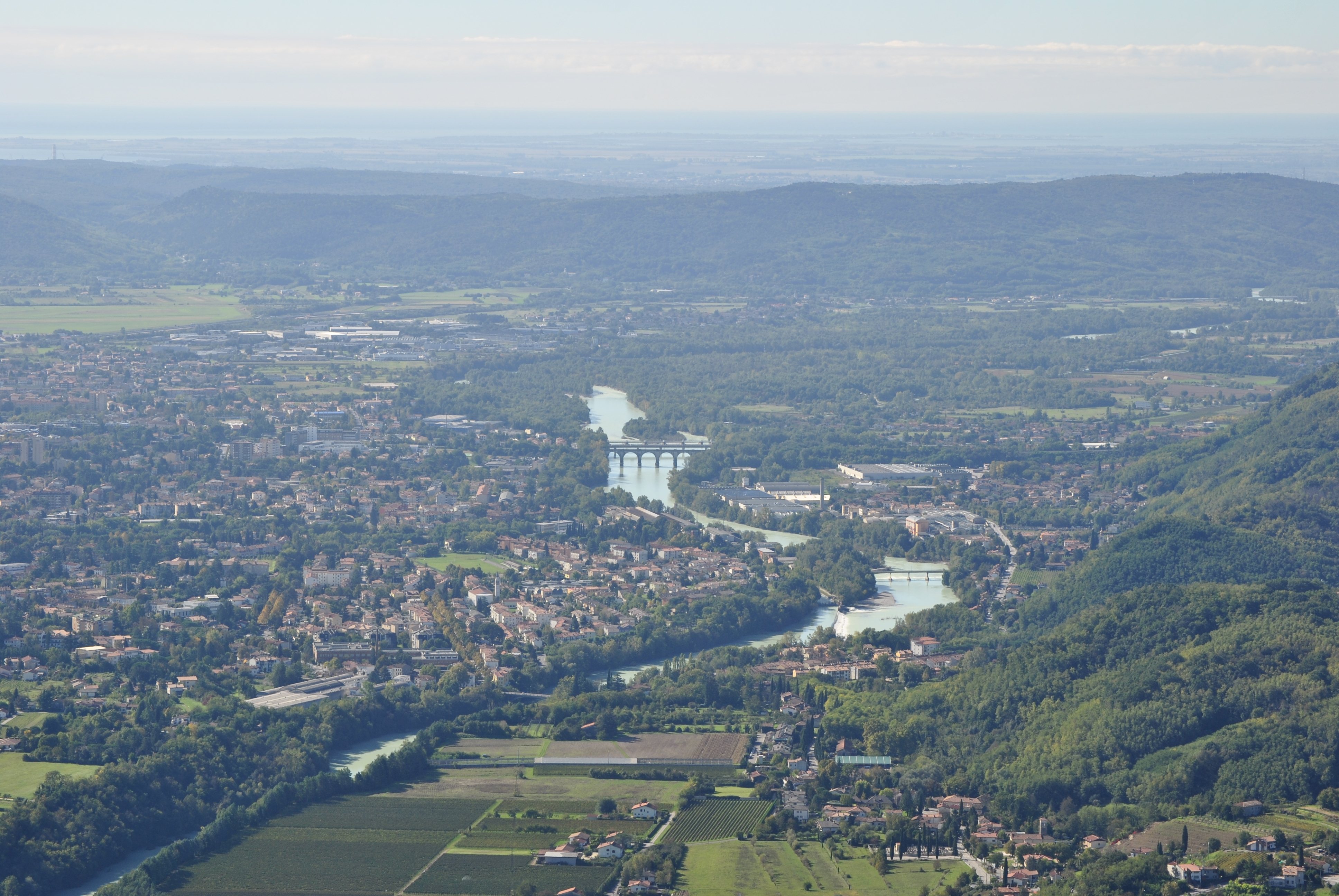
Isonzo in Gorizia

Das Soča-Tal (slowenisch Soška dolina, Dolina Soče) ist das Tal, das sich entlang des Flusses Soča vom Nordwesten Sloweniens bis in die Region Goriška erstreckt, wo sich das Tal in eine weite Ebene öffnet. Das Tal und die umgebende Landschaft werden als geographische Region auf slowenisch Posočje (deutsch: Soča-Gebiet auch Isonzogebiet) genannt. Die Gebiete entlang der Soča-Nebenflüsse entsprechend Idrijsko Posočje, Vipava Posočje, Nadiško Posočje, Tersko Posočje.

## Geographie
Die Region kann unter Berücksichtigung geographischer und klimatischer Merkmale von Norden nach Süden in Oberes/Mittleres/Unteres Soča-Gebiet unterteilt werden. Eine andere Klassifizierung bezieht sich ausschließlich auf den Talverlauf von der Quelle bis zur italienischen Grenze bei Solkan (Gemeinde Nova Gorica) und unterscheidet zwischen Oberem und Unterem Soča-Tal (identisch mit Oberem und Mittlerem Soča-Gebiet – Zgornje Posočje und Srednje Posočje).

### Oberes Soča-Tal (-Gebiet)
Das Obere Soča-Tal/-Gebiet (Zgornje Posočje oder Alpsko Posočje) erstreckt sich von der Quelle der Soča unter den höchsten Gipfeln der Julischen Alpen über die Regionen um Bovec und Kobarid bis nach Most na Soča (Gemeinde Tolmin) – slowenisch: Bovška, Kobariška, Tolminska. Die Soča und ihre Nebenflüsse haben hier tiefe Täler in das überwiegend karbonathaltige Grundgestein geschnitten. Geologisch besteht es vor allem aus Dachsteinkalk, aus dem die meisten Teile der Julischen Alpen bestehen. Dazwischen liegen Bänder aus Dolomit, rotem Mergel und Flysch. Die Talsohle wird von alluvialen Ablagerungen dominiert.
Unterhalb von Kobarid weitet sich das Tal. Das Tal zwischen Kobarid und Most na Soča wurde durch einen Gletscher geformt. Spuren davon sind als Stirnmoränen in der Nähe von Most na Soča sichtbar. Der Talgrund aus Kiesterrassen wird im Westen von den Bergmassiven Stol, Mija, Matajur und Kolovrat begrenzt.
In den Tälern dominieren Buchenwälder, gemischt mit Hainbuchen und Eschen. Fichte wächst an kühleren Orten. Weiter oben an den Berghängen tauchen neben Buchen auch Lärchen und noch weiter oben Geröll auf. Landwirtschaft, Schaf- und Ziegenhaltung waren typisch für diese Orte. Mit der Einführung von Mais (im 17. Jahrhundert) und Kartoffeln (Ende des 18. Jahrhunderts) expandierte auch die Landwirtschaft. Heute wird hier hauptsächlich der auf Naturattraktionen basierende Tourismus entwickelt.

### Unteres Soča-Tal /Mittleres Soča-Gebiet
Das Untere Soča-Tal (Spodnja Soška dolina) – im Mittleren Soča-Gebiet (Srednje Posočje oder Kanalsko Posočje) –  liegt zwischen Kanal ob Soči und dem Eingang zur Görzer Ebene (Goriška ravan) bei Solkan (Gemeinde Nova gorica). Im Osten steigt es in Richtung der Banjšice-Hochebene an.
Im Unteren Soča-Tal treffen mediterrane und alpine Klimatypen aufeinander. Der alpine Typ ist typisch für die Winterzeit, während das Tal den Rest des Jahres über einen mediterranen Einfluss hat. Aufgrund dieses Einflusses ist die Niederschlagsmenge in diesem Teil Sloweniens überdurchschnittlich hoch.

### Unteres Soča-Gebiet /Goriška ravan
Die Region Spodnje Posočje erstreckt sich zwischen der Enge bei Solkan und der Soča-Mündung in die Adria.
Die nach Süden zunehmend breiter werdende Talebene wird auf slowenisch auch Goriška ravan (deutsch: Görzer Ebene) genannt.
Es handelt sich um eine eher flache bis hügelige Landschaft, die Überschwemmungen ausgesetzt ist und in der Flüsse häufig ihren Lauf ändern. Der Einfluss des mediterranen Klimas ist stark. In der Landwirtschaft dominieren Gartenbau, Weinbau und Obstbau.